# NGC 283
NGC 283 je galaksija u zviježđu Kit.

## Vanjske poveznice
- SEDS: NGC 283